# Manuel II Megas Komnenos
Manuel II Megas Komnenos (Grieks: Μανουήλ Β΄ Μέγας Κομνηνός/Manouēl II Megas Komnēnos) (±1323-1333) was in 1332 keizer van Trebizonde.

## Leven
Manuel was de onechte zoon van keizer Andronikos III Megas Komnenos. Na de moord op zijn vader kwam hij in 1332 - op slechts 8- of 9-jarige leeftijd - op de troon. Hij werd al na korte tijd door een van de rivaliserende Trebizondische facties afgezet en vervangen door zijn oom Basileios, die als zijn regent was opgetreden. Later werd hij vermoord.